# Giovanni Tarcagnota
Giovanni Tarcagnota (né vers 1490 à Gaète, dans l'actuelle province de Latina, alors dans le royaume de Naples et mort en 1566 à Ancône, aujourd'hui dans la région des Marches, à l'époque dans les États pontificaux) est un historien, latiniste et helléniste italien, traducteur du latin vers l'italien. Il a utilisé les alias de Lucio Fauno, Lucio Mauro et Andrea Palladio.

## Biographie
Né à Gaète, vers la fin du XVe siècle, Giovanni Tarcagnota descendait d’une ancienne famille alliée à la maison impériale de Constantinople, et qui pendant les guerres de la Morée, avait quitté Mistra, où elle s’était établie pour aller chercher un asile dans le Royaume de Naples. Dépouillé de son rang et de sa fortune, le rejeton des Paléologues entreprit plusieurs voyages pour acquérir de nouvelles connaissances ; il parcourut le Royaume de Naples, la Sicile, une grande partie de l’Italie et s’arrêta  à Venise, pour y publier quelques traductions du grec ; mais il choisit pour demeure Florence, où son nom n’était pas inconnu, un de ses ancêtres y ayant joui de l’estime de Laurent de Médicis, qui y préparait le grand siècle de Léon X. Tarcagnota fut pris en affection par un secrétaire de Cosme Ier. Le plus considérable des ouvrages de ce dernier est celui où il entreprit de rassembler, dans un seul cadre, les monuments épars de l’Histoire particulière de chaque peuple.
Giovanni Tarcagnota mourut à Ancône, en 1566.

## Œuvres
- Alcuni opuscoletti delle cose morali di Plutarco, trad. du grec, Venise, 1543, 2 vol. in-8° : réimprimé plusieurs fois dans la même ville, in-8°. Tarcagnota a traduit tous les ouvrages contenus dans le second volume et quelques-uns du premier : le reste appartient à d’autres traducteurs.
- A che guisa si possano e conoscere e curare le infermità dell’animo, trad. de Galien, ibid., 1549, in-8°. Le même traité a été ensuite traduit par Firmani, Rome, 1558, in-8° ; et par Betti, Bâle, 1587, in-8°. Cette dernière version est la plus estimée[2].
- De’ mezzi che si possono tenere per conservare la sanità, traduit du même, ibid., 1549, in-8°. Il en existe une autre traduction par Galeano, Palerme, 1630, in-8°.
- L’Adone, poème, Venise, 1550, in-8° ;
- Del sito e lodi della città di Napoli, con una breve istoria de’  re suoi, e delle cose più degne altrove ne’ medesimi tempi avvenute, Naples, 1566, in-8°. L’auteur a employé la forme du dialogue, ce qui rend son récit très-ennuyeux. Il donne la description du site, de l’étendue et des objets les plus remarquables de cette capitale, dont, par une nouvelle erreur, il attribue la fondation à Phalaris, tyran d’Agrigente.
- Dell’istorie del mondo, le quali con tutte quelle particolarità che bisognano, contengono quanto dal principio del mondo fin a’ tempi nostri è successo, Venise, 1562, 4 vol. in-4° ; réimpr., ibid., 1573, 1585, 1588, 1592, 1598, 1606. Aux trois dernières éditions, on a joint un cinquième volume contenant un Supplément par Dionigi[3], qui a aussi donné un Abrégé de cette lourde compilation. Il l’a intitulé Istorie del mondo dal suo principio sino al 1606, ibid., 1650, 2 vol. in-4°. Dans les quatre premiers volumes des anciennes réimpressions sont comprises les suites ajoutées par les continuateurs de Tarcagnota, savoir : Mambrino Roseo, dont le travail s’étend depuis 1513 jusqu’à 1575, et Cesare Campana, qui va jusqu’à l’année 1596. L’ouvrage de ce dernier a été imprimé séparément, sous ce titre : Istorie del mondo dal 1570 al 1596, Venise, 1607, 2 vol. in-4°. Il a eu lui-même pour continuateur un anonyme, dont le livre est intitulé Giunta alle storie di Cesare Campana, scritta da grave autore dal 1595 al 1600, Brescia, in-4°.
- Roma ristaurata, ed Italia illustrata, trad. du latin, de Biondo, Venise, 1542, in-8° ;
- Roma trionfante, trad. du même, ibid., 1548, in-8°. Ces deux traductions, publiées sous le nom de Lucio Fauno, sont attribuées à Tarcagnota ; mais il est permis de ne point adopter cette conjecture, qui n’est fortifiée par aucune preuve.